# Muqam
El muqam es un género de música y poesía tradicional de los uygures, un pueblo establecido en la provincia de Xinjiang (noroeste de China) y otros lugares de Asia Central.
El muqam uyghur del Xinjiang fue proclamado en 2005 e inscrito en 2008 en la Lista representativa del Patrimonio Cultural Inmaterial de la Humanidad de la Unesco.
En diciembre de 2005 el gobierno comunista de China censuró los accesos a Internet desde ese país a sitios externos con información sobre este género musical por considerarlo "tema sensible".